# Higher Power (Coldplay)
Higher Power è un singolo del gruppo musicale britannico Coldplay, pubblicato il 7 maggio 2021 come primo estratto dal nono album in studio Music of the Spheres.

## Descrizione
Il brano rappresenta la prima pubblicazione di materiale inedito a distanza di circa un anno e mezzo dall'album Everyday Life ed è stato prodotto da Max Martin, definito dai Coldplay «vera meraviglia dell'universo». In un'intervista per la BBC, il frontman Chris Martin ha spiegato che il testo «riguarda il tentativo di trovare l'astronauta in tutti noi, la persona che può fare cose incredibili». Proseguendo l'intervista, Martin ha inoltre spiegato le origini legate alla nascita del brano:

## Promozione
Higher Power è stato distribuito a partire dal 7 maggio 2021 sia digitalmente che in formato CD in tiratura limitata. Il 9 maggio 2021 i Coldplay hanno eseguito il brano per la prima volta dal vivo in occasione della loro apparizione al talent show American Idol, mentre l'11 dello stesso mese lo hanno suonato come canzone d'apertura dei BRIT Awards 2021.

## Accoglienza
Patrizio Ruvigliori di Rolling Stone Italia ha recensito positivamente il brano, definendolo «una via di fuga cosmica, un piccolo romanzo di fantascienza». Ella Kemp di NME ha assegnato un punteggio di quattro stelle su cinque, spiegando che «il brano prende tutto ciò che Chris Martin e la band hanno imparato da una vita di sogni e finalmente lancia il loro talento nello spazio. Higher Power si apprezza meglio attraverso la pura forza della melodia, dandoti l'impeto di sfrecciare nell'atmosfera [...]. Per una band così spesso incatenata dalla sua trasparenza emotiva, è un emozionante balzo in avanti».

## Video musicale
Un primo video, diretto da Paul Dugdale e etichettato dal gruppo come «audio ufficiale», è stato inizialmente presentato durante una diretta tenuta dal gruppo insieme all'astronauta francese dell'Agenzia spaziale europea Thomas Pesquet a bordo della Stazione spaziale internazionale per essere stato reso disponibile attraverso il canale YouTube del gruppo. Esso mostra i componenti del gruppo eseguire il brano circondati da ologrammi che danzano a ritmo. Il 19 maggio è stato presentato il lyric video, curato da Pilar Zeta.
Il video ufficiale è stato pubblicato l'8 giugno attraverso il canale YouTube del gruppo.

## Tracce
Testi e musiche di Guy Berryman, Jonny Buckland, Will Champion, Chris Martin, Max Martin, Federico Vindver e Denise Carite.
CD, download digitale
1. Higher Power – 3:31

Download digitale – versione dal vivo
1. Higher Power (Live at the BRIT Awards, London 2021) – 3:29

Download digitale – Zhu Remix
1. Higher Power (Zhu Remix) – 4:46

Download digitale – Tiësto Remix
1. Higher Power (Tiësto Remix) – 3:49

Download digitale – versione acustica
1. Higher Power (Acoustic Version) – 3:34

## Formazione
Gruppo
- Chris Martin – voce, tastiera, percussioni
- Jonny Buckland – chitarra
- Guy Berryman – basso
- Will Champion – batteria, cori

Altri musicisti
- Bill Rahko – voce aggiuntiva
- Federico Vindver – tastiera
- Apple Martin – intro countdown
- For Love Choir – voce e arrangiamento vocale
- Max Martin – programmazione, tastiera, cori
- Oscar Holter – programmazione, tastiera

Produzione
- Max Martin – produzione
- Oscar Holter – produzione
- Bill Rahko – produzione, ingegneria del suono
- Michael Ilbert – ingegneria del suono
- Șerban Ghenea – missaggio
- John Hanes – assistenza al missaggio
- Randy Merrill – mastering
- Daniel Green – produzione aggiuntiva
- Rik Simpson – produzione aggiuntiva

## Classifiche

### Classifiche settimanali
| Classifica (2021-24)             | Posizione massima |
| -------------------------------- | ----------------- |
| Argentina                        | 53                |
| Australia                        | 44                |
| Austria                          | 51                |
| Belgio (Fiandre)                 | 1                 |
| Belgio (Vallonia)                | 5                 |
| Canada                           | 31                |
| Croazia                          | 1                 |
| Francia                          | 98                |
| Germania                         | 36                |
| Grecia                           | 94                |
| Irlanda                          | 20                |
| Islanda                          | 17                |
| Italia                           | 52                |
| Libano                           | 3                 |
| Lituania                         | 37                |
| Norvegia                         | 25                |
| Paesi Bassi                      | 44                |
| Polonia                          | 19                |
| Portogallo                       | 49                |
| Regno Unito                      | 12                |
| Singapore                        | 17                |
| Repubblica Ceca                  | 58                |
| Romania                          | 62                |
| Slovacchia                       | 43                |
| Spagna                           | 72                |
| Stati Uniti                      | 53                |
| Stati Uniti (alternative)        | 22                |
| Stati Uniti (rock & alternative) | 7                 |
| Svezia                           | 28                |
| Svizzera                         | 18                |

### Classifiche di fine anno
| Classifica (2021) | Posizione |
| ----------------- | --------- |
| Belgio (Fiandre)  | 21        |
| Belgio (Vallonia) | 26        |
| Croazia           | 17        |
| Germania          | 78        |
| Islanda           | 54        |
| Regno Unito       | 100       |
| Svizzera          | 76        |
| Classifica (2022) | Posizione |
| Belgio (Fiandre)  | 181       |